# Овид (Њујорк)
Овид (енгл. Ovid) град је у америчкој савезној држави Њујорк.

## Демографија
По попису из 2010. године број становника је 602, што је 10 (-1,6%) становника мање него 2000. године.
| Група             | 2000.       | 2010.       |
| Белци             | 568 (92,8%) | 563 (93,5%) |
| Афроамериканци    | 6 (1,0%)    | 10 (1,7%)   |
| Азијати           | 2 (0,3%)    | 5 (0,8%)    |
| Хиспаноамериканци | 22 (3,6%)   | 14 (2,3%)   |
| Укупно            | 612         | 602         |